# ژان-آنتوان روشه
ژان-آنتوان روشه (به فرانسوی: Jean-Antoine Roucher) شاعر قرن هجدهم میلادی اهل فرانسه است.